# Analogia do relojoeiro
A analogia do relojoeiro é um argumento teleológico através do qual se tenta demonstrar que a natureza (i.e. o universo) foi criada por uma inteligência superior (como Deus). A analogia, que data de Cícero, é mais famosa pelo trabalho Natural Theology do teólogo e clérigo anglicano inglês William Paley a começos do século XIX. Segundo esse argumento, todo desenho implica um desenhista. A analogia é usada para sustentar alguns argumentos teleológicos, mas passou a ser menos utilizada desde a proposição da seleção natural por Charles Darwin. Ainda é defendida por proponentes do Desenho Inteligente.
A analogia do relojoeiro consiste na comparação da complexidade da natureza que nos rodeia com um relógio: ao observar este, conclui-se que a sua complexidade é indício da existência de um ou vários relojoeiros; em consequência, o universo também foi criado por um 'Criador'.
Ao comparar uma pedra a um relógio, concluiu que "o relógio requer um projetista: que, em algum tempo e em algum lugar, tem de ter existido um artífice, ou artífices, que o fez com o propósito para o qual descobrimos que ele realmente responde; que compreendia a construção do relógio e projetou o seu uso".
Por isso, Paley acreditava que, da mesma maneira como o relógio sugeria um relojoeiro, também o projeto das coisas vivas sugeria um projetista. Embora acreditasse em um deus que fez todas as coisas, o deus dele era um hábil projetista que, agora, está distante de sua criação.

## Crítica
Entre as refutações propostas à analogia encontram-se a observação de que se trata de uma falsa analogia; a refutação a partir de sua natureza estética arbitrária; e a contra-argumentação de que um criador não-criado é uma ideia pelo menos tão arbitrária quanto a de um universo sem criador.
Algumas destas críticas já foram respondidas por teólogos, mas atualmente a maior parte dos apologistas não se utiliza da analogia devido à evolução que, na opinião da maior parte da comunidade científica, foi a responsável pela criação da complexidade analisada na analogia do relojoeiro. 
O título do livro O Relojoeiro Cego, por Richard Dawkins, é uma referência a essa analogia.
No entanto, a analogia do relojoeiro é uma dentre várias analogias utilizadas pelos defensores do Design Inteligente e pelas diversas correntes teóricas de criacionismo na atualidade. Outro embasamento muito utilizado por estes teóricos é o mimetismo, onde diz-se basicamente que além de existir uma inteligência intrínseca na natureza, esta inteligência coopera para a preservação e manutenção desta vida inteligente. O livro Criacionismo: Verdade ou Mito, de Ken Ham, é uma das fontes mais utilizadas para se explicar a analogia do relojeiro e seu verdadeiro emprego nas teorias criacionistas.